# Kanton Grandrieu
Grandrieu is een kanton van het Franse departement Lozère. Het kanton maakt deel uit van het arrondissement Mende.

## Gemeenten
Het kanton omvatte tot 2014 de volgende 7 gemeenten:
- Chambon-le-Château
- Grandrieu (hoofdplaats)
- Laval-Atger
- La Panouse
- Saint-Bonnet-de-Montauroux
- Saint-Paul-le-Froid
- Saint-Symphorien

Na de herindeling van de kantons bij decreet van 25 februari 2014, met uitwerking op 22 maart 2015, omvatte het kanton 21 gemeenten.
Op 1 januari 2017 werd de gemeente Belvezet samengevoegd met volgende gemeenten uit het kanton Saint-Etienne-du-Valdonnez: Bagnols-les-Bains, Le Bleymard, Chasseradès, Mas-d'Orcières en Saint-Julien-du-Tournel tot de fusiegemeente (commune nouvelle) Mont Lozère et Goulet. Op 5 maart 2020 werd de deelgemeente Belvezet overgeheveld naar het kanton Saint-Étienne-du-Valdonnez.
Op 1 januari 2019 werden de gemeenten Chambon-le-Château en Saint-Symphorien samengevoegd tot de fusiegemeente ( commune nouvelle ) Bel-Air-Val-d'Ance.
Sindsdien omvat het kanton volgende 19 gemeenten :
- Allenc
- Arzenc-de-Randon
- Badaroux
- Bel-Air-Val-d'Ance
- Le Born
- Chadenet
- Châteauneuf-de-Randon
- Chaudeyrac
- Grandrieu
- Laubert
- Montbel
- La Panouse
- Pelouse
- Pierrefiche
- Saint-Frézal-d'Albuges
- Saint-Jean-la-Fouillouse
- Saint-Paul-le-Froid
- Saint-Sauveur-de-Ginestoux
- Sainte-Hélène